# 加波山神社
加波山神社（かばさんじんじゃ）は、茨城県の加波山山頂、石岡市大塚に鎮座する神社。筑波山などとともに連峰を形成する加波山に対する加波山信仰に基づく神社だった。旧社格は郷社。加波山山頂からやや北に隔たった尾根筋に本殿が鎮座し、更にその北方に拝殿がある。また東西の両山麓にそれぞれ遥拝殿としての里宮がある。鎮座地には近接して加波山本宮と親宮も鎮座、この両宮を併せて加波山権現と総称され、両宮に対して中宮（ちゅうぐう、加波山神社中宮・加波山中宮）を称し、また中天宮（ちゅうてんぐう）とも称す。

## 祭神
- 国常立尊
- 伊邪那岐尊
- 伊邪那美尊

ほか加波山山中に737神を祀る。
周辺地域で村内安全や家内安全、嵐等の諸災除け、農漁業等の殖産興業、子授け・安産の信仰を集める。

## 歴史

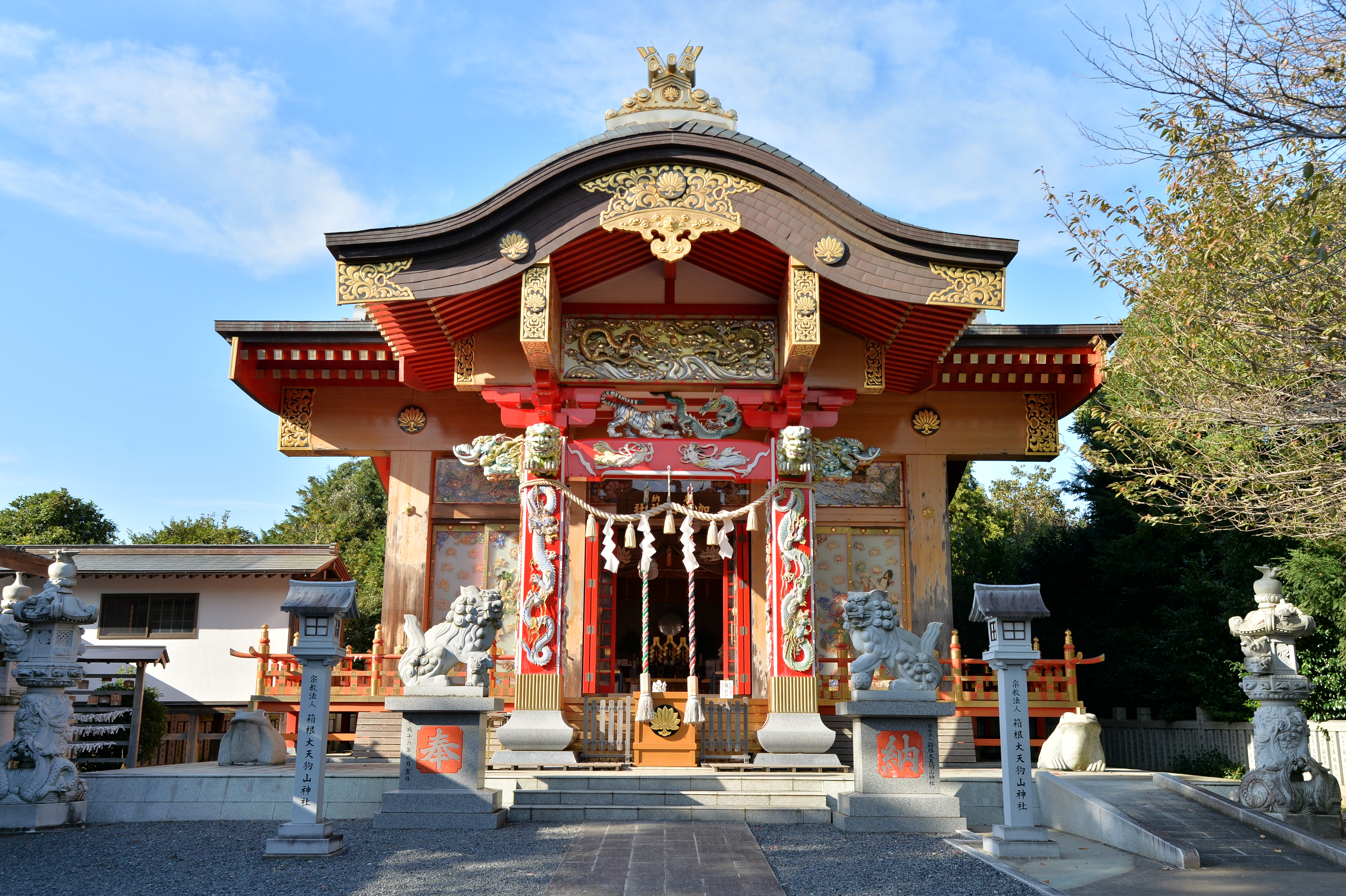
里宮の真壁拝殿（桜川市）

明治初年（19世紀後葉）までは文殊院（もんじゅいん）という宮寺一体の真言宗寺院で、加波山東麓の石岡市北東周辺に旧来の信仰圏を有する常陸国有数の修験道の霊場でもあった。
社伝に、景行天皇の時代に日本武尊が現在の東北地方を平定するに際して加波山に登拝、神託により天御中主神、日の神、月の神の3神を祀り、社殿を建てたのが創祀で、延暦20年（800年）には征夷大将軍、坂上田村麻呂も東北地方平定に際して当神社へ戦勝を祈願し、大同元年（806年）に社殿を寄進したといい、当地を訪れた弘法大師（空海）によって「加波山大権現」と号されたとも、仁寿2年（852年）乃至は3年の創祀であるともいう。また、加波山権現は貞観17年（876年）に従五位下を授けられた国史見在社の常陸国三枝祇神に比定されているが、「三枝神社」と識された棟札が残されている事から、3宮中の特に当神社がそれであるとする説もある。
加波山権現は現在、当神社と本宮、親宮の3神社に分かれ、遅くとも近世にはこの形態であったが、社説に依ればこれは和歌山県熊野三山の祭神が勧請されて本宮・親宮の2宮が新たに創建されたためであるという。また、一山支配ではなく三山鼎立の現象が現れたのは或いは加波山が筑波山の枝峰である事から筑波山神社の下でその地位も低く、独自の信仰を展開するまでに至らなかったためと見られ、事実信仰内容も略共通するのであるが、とまれ近世以降は文殊院を別当とする宮寺一体の形態を採り、大塚村（現石岡市大塚）に祀られていた神社仏閣の殆どの別当職を兼帯するとともに同村の滅罪寺（葬儀を行う寺）として宗教的中心ともされ、併せて古くから加波山を修行場とした修験者（山伏）を宮に所属させて呪術や加持祈祷を行う「山先達（やませんだつ）」として組織化していた。また幕府から朱印地5石を与えられていたが、文化頃（19世紀初め）に本社再建のための講が結成されており、これは維持経営のための財源確保を目的とするものと思われるが、この頃を契機として山先達の宗教行為を媒介として周辺部落に神輿を巡幸させたり（現おみこし渡御祭の起源）、寛政（18世紀末）頃迄に山中の修行霊場を「禅定場（ぜんじょうば）」として整備するとともに登拝を促す組織として禅定講（ぜんじょうこう）を結成させたりする等の積極的な布教活動を展開し、それが地方的にせよ嵐除や殖産といった広範な信仰を獲得する要因となったと思われる。
明治元年（1868年）に神仏判然令が出されると一旦神社となったが、これを廻って訴訟が起こったため、翌2年5月に改めて取極めを行って神社と寺院（現文殊院）を分離し、同6年（1873年）に郷社列格、社名を「加波山神社」とし、同11年（1878年）に参拝者の便宜を図って東麓の大塚村（現・石岡市大塚）に拝殿を建立（八郷拝殿）。平成16年（2004年）には西麓の真壁町（現・桜川市）に箱根大天狗山神社の資金提供で新たな里宮（真壁拝殿）を建立した。

## 祭祀
きせる祭（9月第一日曜日）
摂社たばこ神社の祭礼で「たばこ祭」ともいい、タバコ葉の収穫を感謝し、豊作を祈る祭り。往昔東茨城郡内原町（現水戸市内原町）の煙草生産者が雹害のために大損害を被り、以後の除災祈願のために加波山へ登拝し、等身大の煙管を奉納したのが起源で、その後たばこ神社を創祀して斎行するようになったと伝える。真壁拝殿にて大煙管を受けて刻み煙草を詰め、檜の火鑽臼と杵で得た火を着火（火切りの儀式）、神職を先頭にほら貝、鉦、太鼓の音頭に合わせ、「ヨイショ、ヨイショ」の掛声とともに大煙管を担いで加波山山頂付近のたばこ神社へ向かう。参加者は途中で大煙管に口を付けて喫煙するが、それによって一年間の無病息災が得られるという。たばこ神社へ大煙管を奉納した後、「タバコ音頭」や「タバコ踊り」が踊られる。現在の大煙管は東京の煙管製造業者が廃業する際に製造奉納したもので、長さ3.6メートル、雁首の径25センチ、吸い口の径28センチ、重さはおよそ60キログラム。
禅定祭
毎年7月1日に始まり、8月1日の山開祭から山閉めの8月31日までの1ヶ月間、関東や東北地方の加波山講（禅定講）の信者や一般の崇敬者が「行者」となって山中を抖擻する。行者は白衣に草鞋を履いて金剛杖を突き、山先達の案内で「六根清浄」と唱えながら、山内に設定された700余箇所の「禅定場」を巡拝するもので、修験道における山中抖擻の修行に倣ったものである。

## 摂末社
摂社
- たばこ神社 - 草野姫命を主祭神に、八雷神と大己貴命を配祀する[11]。

末社

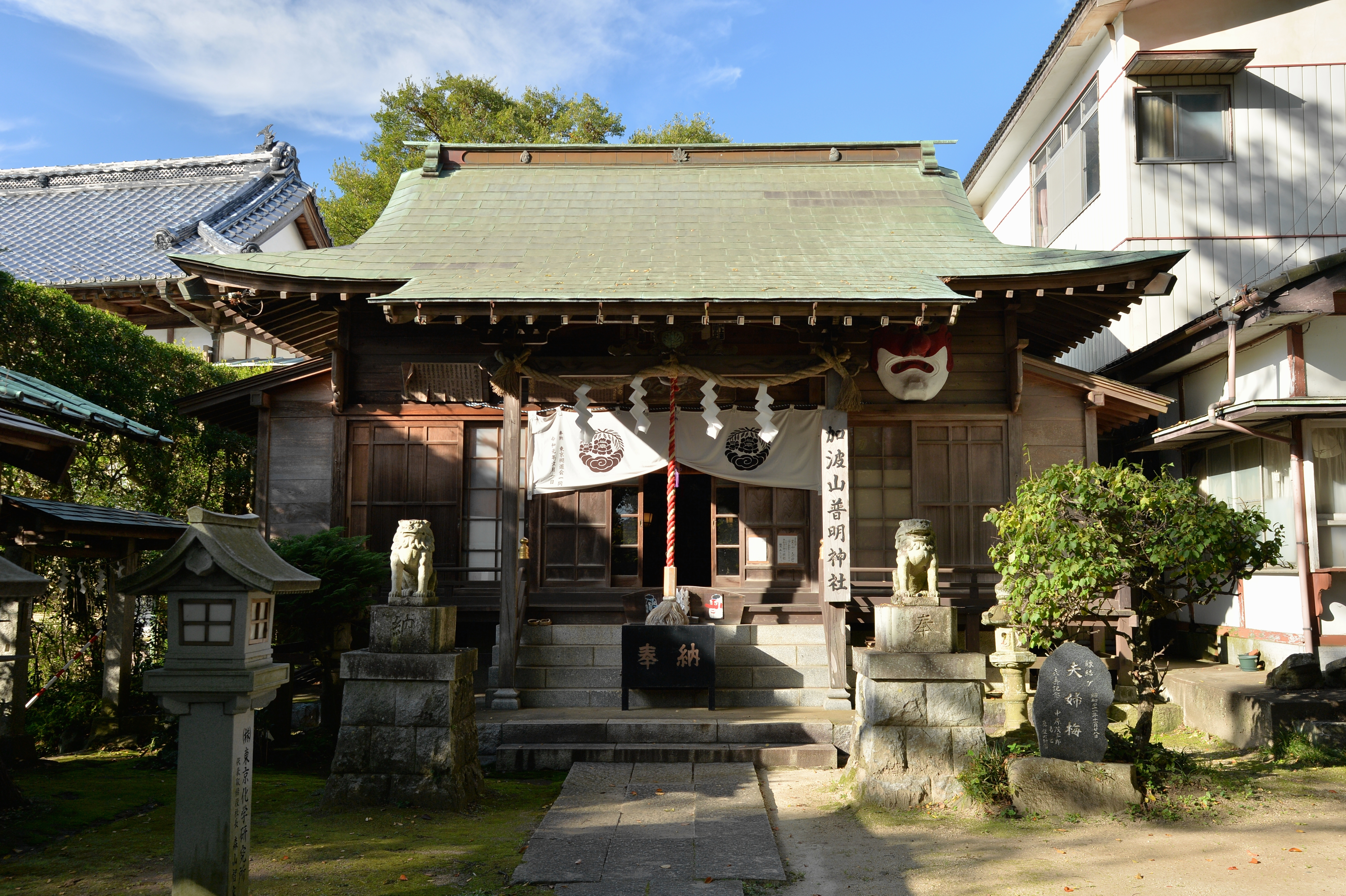
加波山普明神社拝殿（桜川市）

- 加波山普明神社 - 昭和39年（1964年）創建。祭神は明治時代に活躍し、「日本最後の仙人」と称される国安普明。本殿は加波山の東中腹（石岡市大塚）、拝殿は加波山の西麓（桜川市長岡）に鎮座。
- 恋瀬神社 - 天照大神

等
関連施設
- 加波寝不動明王
- 「天狗の庭」（廃墟）

## その他
- ユースホステル加波山荘及びたばこ資料館を経営していたが、ユースホステルは閉鎖された。
- 昭和37年に墜落した自衛隊機のプロペラが拝殿近くに置かれている。